# Kaponya (település)
Kaponya (szlovákul: Kapoňa) Lelesz településrésze Szlovákiában, a Kassai kerület Tőketerebesi járásában.

## Fekvése
Királyhelmectől 7 km-re északkeletre, Lelesztől keletre, a Latorca völgyében fekszik.

## Története
1287-ben említik először, Deregnyei Jakab birtokaként. Neve szláv eredetű. Az 1332 és 1337 között készült pápai tizedjegyzék szerint a Kaponyás családé. A 14. században a leleszi apátság mellett még a Radvánczi és Horkai családok a főbb birtokosai. A 16. században a Homonnai, Reethy és Horváth családok mellett több kisebb birtokosa volt. A 17. században a Sennyei, Nagytárkányi, Orosz és Dombay családok, később többek között a Dőry és Tornai családok tulajdonában találjuk. 1715-ben 7 lakatlan és 5 lakott háza volt. 1787-ben 28 házában 189 lakos élt.
A 18. század végén Vályi András így ír róla: „KAPONYA. Magyar falu Zemplén Várm. földes Urai Szerdahélyi, Durcsák Uraságok, lakosai katolikusok, földgyei két nyomásbéli, eggyike homokos, a’ másika agyagos és jól termő, réttyei jók, ’s apró szénát teremnek bővségesen, erdője tölgyes, jó makk termű.”
1828-ban 40 ház állt a településen 301 lakossal. A 19. században a Weinberger család volt a földesura.
Fényes Elek 1851-ben kiadott geográfiai szótárában így ír a faluról: „Kaponya, magyar falu, Zemplén vmegyében, Bottyánhoz 1/2 órányira: 169 római, 42 g. kath., 4 evang., 53 ref., 76 zsidó lak. Szántófölde 275 hold. F. u. Szerdahelyi, Durcsák. Ut. p. Ujhely.”
Borovszky Samu monográfiasorozatának Zemplén vármegyét tárgyaló része szerint: „Kaponya, Ung vármegye határán fekszik. Magyar kisközség 179 róm. kath. vallású lakossal; házainak száma 28. Postája és távírója Lelesz, vasúti állomása Perbenyik. Első írott nyomát már 1287-ben találjuk, a mikor a Deregnyei Jakab birtoka. 1332-37 között belekerült a pápai tizedszedők jegyzékébe is. 1343-ban Kapuna Márton fia a leleszi prépostsággal egy birtokrész miatt pereskedik. 1457-ben a Kaponyai vagy Kaponyás családdal együtt a Radváncziaknak, a Horkai családnak s a leleszi konventnek is vannak it részeik, de a Radváncziak a maguk részét Koncz Ozsvátnak zálogositják el. 1517-ben a Kaponyai család a maga birtokát 2000 forintért Homonnai Jánosnak adja el. 1549-ben Reethy Istvánt, 1544-ben Horváth Jánost iktatják itteni részbirtokokba. 1598-ban egész sereg birtokosa jön elő, ú. m. Bernáth Gábor, Bozsvay Ferencz, Cserney András, Csicsery Miklós özvegye, Hetey István, Gombos János, Helmeczy András és Paczoth Ferencz. 1629-ben 'Sennyey Sándort is uralja. 1654-ben a Tárkányiak kapnak egy nemesi udvarházra donácziót. 1659-ben a Csicseri Orosz családot és 1680-ban Domby Györgyöt iktatják némely részeibe. A Tárkányi-féle részt 1688-ban 'Sennyey III. István örökli. E a rész 1742-ben a Dőryeké lesz, de 1800-ban ismét a 'Sennyeyek az urai. Kívülök még a Szerdahelyi, Szirmay, Császár, Durcsák, Geőcze és Berczik családoknak is voltak itt részeik. Most nagyobb birtokosa nincsen. Templom nélkül való község.”
A trianoni diktátumig Zemplén vármegye Bodrogközi járásához tartozott. 1938 és 1944 között újra Magyarország része volt. 1941-ben csatolták Leleszhez.

## Népessége
1910-ben 1821-en, túlnyomórészt magyarok lakták.

## Külső hivatkozások
- Kaponya Szlovákia térképén
- E-obce.sk[halott link]